# شهرستان پراووبرژنی (اوستیای شمالی)
شهرستان پراووبرژنی (به لاتین: Pravoberezhny District) یک منطقهٔ مسکونی در روسیه است که در اوستیای شمالی-آلانیا واقع شده‌است.